# Hiers-Brouage
Hiers-Brouage era una comuna francesa que estaba situada en el departamento de Charente Marítimo, de la región de Nueva Aquitania que el 1 de enero de 2019 pasó a formar parte de la comuna nueva de Marennes-Hiers-Brouage como comuna delegada.

## Historia
Fue creada en 1925 con la unión de las comunas de Brouage e Hiers.

## Demografía
| Gráfica de evolución demográfica de Hiers-Brouage entre 1831 y 2016 |
|                                                                     |

Los datos demográficos contemplados en este gráfico de la comuna de Hiers-Brouage se han cogido de 1831 a 1999 de la página francesa EHESS/Cassini, y los demás datos de la página del INSEE.